# Rob Marshall (ingegnere)
Rob Marshall (Taunton, 14 aprile 1968) è un ingegnere britannico.
Dal 1º gennaio 2024 è il Direttore Tecnico della McLaren F1 Team. Ha avuto un ruolo di primo piano nel team Red Bull Racing dal 2006 al 2023.

## Biografia
Marshall ha studiato ingegneria meccanica all'Università di Cardiff. Dopo gli studi, andò a lavorare presso il dipartimento di design della Rolls-Royce.
È passato alla Benetton Formula come ingegnere di pista nel 1994. Ha continuato a lavorare per la Benetton fino all'acquisizione da parte del team Renault F1. Durante il periodo in cui la squadra fu rilevata dalla Renault (2000-2002), Marshall si fece strada tra i ranghi fino a diventare capo della progettazione meccanica e nel 2005, il suo lavoro, in particolare lo sviluppo del suo innovativo sistema di smorzamento di massa, ha aiutato la squadra a conquistare i suoi primi titoli di Campionato Piloti e Costruttori.
Per la stagione 2006, Marshall si è trasferito nel nuovo team Red Bull Racing, dove ha lavorato con Adrian Newey nel ruolo di capo progettista. Qui ha avuto un ruolo fondamentale nelle vetture che hanno vinto 4 titoli mondiali tra 2010 e 2013 con Sebastian Vettel . L'introduzione dei motori ibridi in F1 nel 2014 ha portato a un periodo meno competitivo, a causa delle scarse prestazioni della Power Unit di Renault che la Red Bull utilizzava. Nel 2016 Marshall è stato promosso alla posizione di Chief Engineering Officer.Nel 2019 il team cambia fornitore di motori affidandosi ad Honda, inizialmente non al livello di Ferrari e Mercedes, ma nel 2021 la Red Bull riesce a giocarsi il campionato del mondo e vincere clamorosamente il titolo piloti con Max Verstappen all’ultima gara della stagione. I successi continuano anche nel 2022 coi nuovi cambi regolamentari che vedono la Red Bull come squadra dominante e l’unica ad interpretare correttamente le vetture ad effetto suolo.
Il 30 maggio 2023, è stato annunciato che, dopo 17 anni con la Red Bull Racing, Marshall avrebbe lasciato la squadra e si sarebbe unito alla McLaren nel ruolo di Direttore Tecnico il 1º gennaio 2024.